# Руперт от Залцбург
Свети Руперт от Залцбург (на немски: heilige Rupert von Salzburg, Ruprecht, Hrodperht, Hrodpreht, Roudbertus, Rudbertus, Robert; * ок. 650, вер. във Вормс, † вер. 27 март 718, Вормс) е епископ на Вормс (–717), също първият епископ на Залцбург (696 – 718) и абат на манастир „Св. Петър“ в Залцбург (696 – 718). Той е Светия на католическата църква и на православната църква, чества се на 21 септември и на 27 март. Той е закрилник-патрон на провинция Залцбург.

## Произход и духовна кариера
Руперт (Хруодперт), „Апостолът на баварците“ е от висш благороднически произход, близък роднина на меровингската кралска фамилия, вероятно е от фамилията на Робертините.
Той действа към края на 7 век по нареждане на херцог Теодо II като епископ на Вормс първо в Регенсбург, тогавашната столица на Херцогство Бавария. Баварският херцог Теодо II му разрешава да търси места да строи отново църкви. Руперт напуска Регенсбург и с кораб по Дунав отива на границата до територията на аварите, в Лорх (Лауриакум). След това вероятно по стария римски път през Траунгау и Атергау тръгва за Залцбург, където се остановява и построява ок. 696 г. градската църква „Св. Петър“ и манастир.
Св. Руперт основава през 711/712 г. женския манастир Нонберг. Той получа подарък от херцог Теодо чифлици и една трета от солния кладенец. Руперт се връща през 714 г. в родината си, за да вземе племенницата си Ерентруда и мъжки помощници.
Руперт умира вероятно на 27 март 718 г., вероятно във Вормс. Неговите кости са преместени от Свети епископ Виргил по случай освещаването на новата катедрала на Залцбург на 24 септември 774 г. в Залцбург.

## Памет
На него е кръстен музеят Рупертинум в Залцбург.

## Галерия
- Свети Руперт от Залцбург със съд със сол в ръката
- Манастир и църква „Св. Петър“ в Залцбург

- Roman Deutinger: Rupert von Salzburg. In: Neue Deutsche Biographie (NDB). Band 22, Duncker & Humblot, Berlin 2005, ISBN 3-428-11203-2, S. 272 f. (Digitalisat).
- Heinz Dopsch: Geschichte Salzburgs, Band I (Vorgeschichte – Altertum – Mittelalter), I. Teil, Salzburg 1981
- Petrus Eder OSB/Johann Kronbichler (Hrsg.): Hl. Rupert von Salzburg. 696 – 1996. Katalog zur Ausstellung in Dommuseum zu Salzburg und in der Erzabtei St. Peter, Salzburg 1996, ISBN 3-901162-07-0 [bringt den aktuellen Forschungsstand]
- Michael Filz: Historisch-kritische Abhandlung über das wahre Zeitalter der apostolischen Wirksamkeit des heiligen Rupert in Baiern und der Gründung seiner bischöflichen Kirche. Duyle, Salzburg, 1831 (Digitalisat
- Johann Friedrich: Rupert von Salzburg. In: Allgemeine Deutsche Biographie (ADB). Band 29, Duncker & Humblot, Leipzig 1889, S. 697 – 699.* Amand Jung: Der hl. Rupertus: Bischof von Salzburg und seine Nachfolger in den drei ersten Jahrhunderten oder das Apostolat der Salzburger Kirche. Verl. des Kathol. Büchervereines, Salzburg 1882
- Josef Ernst von Koch-Sternfeld, Michael Filz: Ueber das wahre Zeitalter des heil. Rupert, des Apostels der Bajoarier, Gründer des Erzstiftes von Salzburg. 1851
- Gertrud Thoma: Rupert. In: Biographisch-Bibliographisches Kirchenlexikon (BBKL). Band 8, Bautz, Herzberg 1994, ISBN 3-88309-053-0, Sp. 1016 – 1018.